# Loíza (plaats)
Loíza is een plaats (zona urbana) in het Amerikaanse unincorporated territory Puerto Rico, en valt bestuurlijk gezien onder gemeente Loíza.

## Demografie
Bij de volkstelling in 2000 werd het aantal inwoners vastgesteld op 4123.

## Geografie
Volgens het United States Census Bureau beslaat de plaats een oppervlakte van 1,4 km², waarvan 1,3 km² land en 0,1 km² water.

## Plaatsen in de nabije omgeving
De onderstaande figuur toont nabijgelegen plaatsen in een straal van 36 km rond Loíza.